# Black and Blue (Better Call Saul)
"Black and Blue" es el quinto episodio de la sexta temporada de Better Call Saul, serie de televisión derivada de Breaking Bad. Melissa Bernstein dirigió el episodio y es escrito por Alison Tatlock. El episodio se emitió el 9 de mayo de 2022 en AMC y AMC+. En varios países fuera de Estados Unidos y Canadá, el episodio se estrenó en Netflix al día siguiente.
En el episodio, Howard Hamlin se da cuenta de los constantes intentos de sabotaje de Jimmy McGill y lo desafía a un combate de boxeo. Además, Jimmy vuelve a contratar a su ex recepcionista Francesca Liddy para trabajar en su nueva oficina legal. Mientras tanto, Lalo Salamanca viaja a Alemania para hablar con la viuda de Werner Ziegler, Margarethe.
"Black and Blue" recibió críticas generalmente positivas de los críticos. La dirección de Bernstein, la actuación de Tony Dalton como Lalo y la escena inicial recibieron elogios. Varios críticos notaron la paciencia de la serie y la atención a los detalles para establecer puntos importantes de la trama que aparecerían más adelante en la temporada. Se estima que 1.22 millones de espectadores vieron el episodio durante su primera transmisión en AMC.

## Trama

### Apertura
Un técnico moldea un bloque de acrílico que encierra una regla de cálculo de madera. Graba el mensaje "In Liebe. . . Deine Jungs" (Alemán para "With Love. . . Your Boys"), aplica una etiqueta del fabricante con el nombre Voelker y coloca la escultura terminada en una caja forrada de terciopelo.

### Historia principal
Kim sigue ocultándole a Jimmy la noticia de que Lalo Salamanca podría estar vivo. Jimmy continúa atrayendo a una gran clientela de derecho penal y convence a Francesca Liddy para que vuelva a trabajar con él como su asistente administrativa. Kim se reúne con Viola Goto, su ex asistente legal, para disculparse por dejar abruptamente Schweikart & Cokely. Viola le dice a Kim cuánto admira su trabajo pro bono. En realidad, la reunión es una estratagema que usa Kim para obtener el nombre del juez jubilado que mediará en el caso Sandpiper.
Howard, Clifford Main y Erin Brill persuaden a los clientes de Sandpiper para que no se conformen en medio de la espera por la mediación final. Luego, Cliff confronta a Howard por su supuesto uso de drogas y prostitutas. Cuando Cliff le menciona que tenía una reunión con Kim el día que "lo vio" con una prostituta, Howard se da cuenta de que Jimmy lo está saboteando. Engaña a Jimmy para que se reúna con él en un gimnasio de boxeo y lo desafía a pelear. Jimmy inicialmente se niega a entrar al ring, pero cambia de opinión. Howard lo derrota y dice que espera que esto termine con su acoso. Después de salir del gimnasio, Howard le dice a su investigador privado que comience a vigilar a Jimmy. Más tarde, Jimmy cuestiona su juicio por aceptar el desafío de Howard, pero Kim le asegura que su plan para arruinarlo está funcionando según lo planeado.
La firme creencia de Gus de que Lalo está vivo le provoca insomnio y distracciones en el trabajo. Mike y Gus visitan la construcción del laboratorio de metanfetamina, que Gus inspecciona cuidadosamente antes de esconder una pistola en el camino de una excavadora.
En Alemania, bajo un alias, Lalo se acerca a la viuda de Werner Ziegler, Margarethe, en un bar. Margarethe cree que Werner murió salvando a su equipo de un derrumbe y menciona que se refirió a ellos como sus "chicos". Lalo y Margarethe regresan a su casa y se separan. A la mañana siguiente, él irrumpe después de que ella se va al trabajo. Encuentra la escultura "...Your Boys" y toma nota de la etiqueta del fabricante. Margarethe regresa inesperadamente para encontrar su celular y Lalo logra escapar sin ser visto.

## Producción
"Black and Blue" es el segundo episodio de Better Call Saul dirigido por la productora ejecutiva Melissa Bernstein después de "JMM" de la quinta temporada, que también fue escrita por Alison Tatlock. El episodio marca el regreso de Tina Parker como Francesca Liddy, no vista desde su breve aparición en la cuarta temporada. : 19:20–20:08  El equipo de producción creó la escena de apertura que muestra la fabricación del regalo acrílico para Werner al examinar un video tutorial del proceso real y luego desarrollar tomas que lo simularan. La canción que suena sobre la secuencia es "In Stiller Nacht" de Johannes Brahms, interpretada por Pink Martini y The von Trapps.
Odenkirk y Fabian realizaron alrededor del 80 por ciento de la secuencia de boxeo ellos mismos. El personal de producción inicialmente resolvió los detalles con el coordinador de especialistas Al Goto y el coordinador de lucha Luis Moncada (quien interpreta a Marco Salamanca) sabiendo las limitaciones que tendrían los actores. Luego, Odenkirk y Fabian recibieron capacitación sobre los movimientos apropiados durante dos o tres semanas; A Bernstein le preocupaba que el entrenamiento de Odenkirk de su película de acción Nobody afectara su actuación, pero Odenkirk pudo contenerse. El equipo examinó varios cuadriláteros de boxeo, uno de los cuales era propiedad de Johnny Tapia, ex campeón mundial de boxeo de Albuquerque, pero no satisfacía sus necesidades. Como resultado, la secuencia se filmó en un ring de boxeo construido bajo la supervisión de la diseñadora de producción Denise Pizzini y la decoradora de escenarios Ashley Michelle Marsh. El ring de boxeo se colocó en un estudio en lugar de un gimnasio porque el equipo quería tener el espacio para crear tomas desde arriba. La secuencia de boxeo y la escena de apertura se filmaron simultáneamente en escenarios cercanos con diferentes camarógrafos. : 9:20–11:42; 41:02–42:25  El episodio presenta el regreso de Lalo Salamanca, ausente desde el estreno de la temporada. Los escritores, que querían que su llegada a Alemania fuera creíble, discutieron mostrarlo tomando un bote o usando un pasaporte falso para viajar al extranjero, pero decidieron no hacerlo, y en su lugar eligieron no mostrar al personaje durante varios episodios para dejar su modo de transporte abierto para interpretación.
La ubicación del centro comercial de la oficina de Jimmy, desde el final de Breaking Bad, había sido arrendada por algunos bares deportivos y un salón, pero cuando Better Call Saul estuvo listo para filmar allí, la propiedad estaba vacía. El departamento de arte cubrió el piso y las paredes para ocultar todo lo que había debajo. Las escenas ambientadas fuera del lugar se filmaron con anticipación durante la producción del cuarto episodio. : 25:03–26:40  La inclusión del inodoro en la oficina vacante fue idea de Vince Gilligan, basada en una historia de hace treinta años en la que él y su amigo estaban revisando un apartamento en Richmond, Virginia. En el interior, notaron un inodoro en el medio de la sala de estar que había sido utilizado, lo que les pareció divertido porque el propietario se negó a reconocer su presencia hasta que lo mencionaron. : 22:48–25:02  La escena en el garaje de Gus donde Mike sale del maletero de un vehículo fue un plano continuo ejecutado sujetando una cámara a la puerta del garaje. La toma fue diseñada por Bernstein y su esposo, un operador de cámara. Las escenas en la casa de Margarethe se filmaron en una casa de Albuquerque con exteriores e interiores que el equipo de producción sintió que parecían razonablemente europeos, mientras que la oficina de Werner se creó en el set. Una amplia toma de lapso de tiempo en el episodio, donde Margarethe sale de su casa para abordar un tren-tranvía, tomó meses para crear. Todo en la toma, excepto la casa de Margarethe y la gente, fueron efectos visuales agregados durante la postproducción por Rodeo FX. : 49:58–52:24 Las escenas que tienen lugar en el sitio de construcción del laboratorio subterráneo se filmaron semanas después del resto de "Black and Blue", porque el equipo tuvo dificultades para reservar espacio en el escenario para el set que, según Bernstein, era un "set extremadamente complicado de armar".

## Recepción

### Respuesta crítica
En el sitio web del agregador de reseñas Rotten Tomatoes, el 100% de las seis reseñas son positivas, con una calificación promedio de 8.3/10.  Alan Sepinwall de Rolling Stone trazó paralelismos entre Howard y Gus, ambos hombres "siendo amenazados por oponentes familiares sobre los que pueden hacer muy poco en este momento". Le dio notas positivas al equipo creativo del programa por esperar hasta "Black and Blue" para volver a presentar a Lalo. Señaló el "problema de la precuela" de ver a Lalo en el trabajo cuando los espectadores saben de su ausencia en Breaking Bad, aunque mencionó que "Lalo parece tener el control en este momento". Sepinwall también elogió a Melissa Bernstein por su dirección y escribió que "hace sentir su presencia". Steve Greene, en su reseña para IndieWire, dijo que el encuentro de Kim con Viola fue para ella "hacer lo que todos los personajes de 'Black and Blue' se ven obligados a hacer: confrontar sus peores tendencias de frente". Comparó las escenas de Lalo y Margarethe con Antes del amanecer, calificándolas como "la curva más grande de Better Call Saul esta semana", y aplaudió la actuación de Tony Dalton como Lalo, escribiendo: "Dalton no tiene que dejar de lado la ofensiva de encanto para que la audiencia recuerda su crueldad con cada parte de la verdad que omite". Greene le dio al episodio una calificación A– y dijo: "Este programa ha estado pintando un final doloroso durante un tiempo. Ver a todos sus jugadores darse cuenta de cuánto les costará a ellos (y a todos los demás) sigue siendo una de las partes más desgarradoras de todo esto".
Kimberly Potts de The AV Club criticó la cantidad de exposición, comparándola con episodios anteriores como " Alpine Shepherd Boy", "Bali Ha'i", "Sabrosito", "Talk" y "Dedicado a Max". Pero dijo que, sin embargo, disfrutó el episodio porque permite a los espectadores reconocer dónde están los personajes y dónde podrían estar al final de la temporada. Scott Tobias, que escribe para Vulture, dijo que "Black and Blue" fue "uno de esos episodios que es casi todo artesanía, una cuidadosa preparación de la mesa para los pagos por venir". Felicitó al abierto frío por tener "una declaración de propósito, respeto por los detalles de matices finos del proceso creativo y la convicción de que los espectadores tendrán la paciencia para apreciar su interpretación". Michael Hogan de Vanity Fair tomó nota de los altos niveles de tradición incluidos en el episodio. También describió la escena del boxeo como "una de esas escenas semi-brillantes y semi-absurdas que puedes imaginar en la sala de un escritor decidiendo seguir adelante porque, bueno, es la última temporada y ¿por qué diablos no?" 

### Ratings
Se estima que 1.22 millones de espectadores vieron "Black and Blue" durante su primera transmisión en AMC el 9 de mayo de 2022.

### Elogios
En la 74.ª edición de los Primetime Emmy Awards, Thomas Golubić recibió una nominación a Mejor Supervisión Musical por su trabajo en "Black on Blue".